# 푸르푸랄
푸르푸랄(Furfural)은 화학식 C4H3OCHO을 갖는 유기 화합물이다. 무색의 액체이지만 상업용 샘플은 갈색을 띄는 경우가 있다. 퓨란에 결합된 알데하이드기로 구성된다. 옥수수, 귀리, 밀, 속겨, 톱밥 등 다양한 농업 부산물에서 발생하는 당의 탈수 반응의 산물이다. 푸르푸랄(furfural)은 라틴어 낱말 furfur에서 비롯된 것으로 속겨를 뜻한다. 에탄올, 아세트산, 설탕과 함께 가장 오래된 재생 가능 화학물질들 중 하나이다.